# Бомбардування Ковентрі

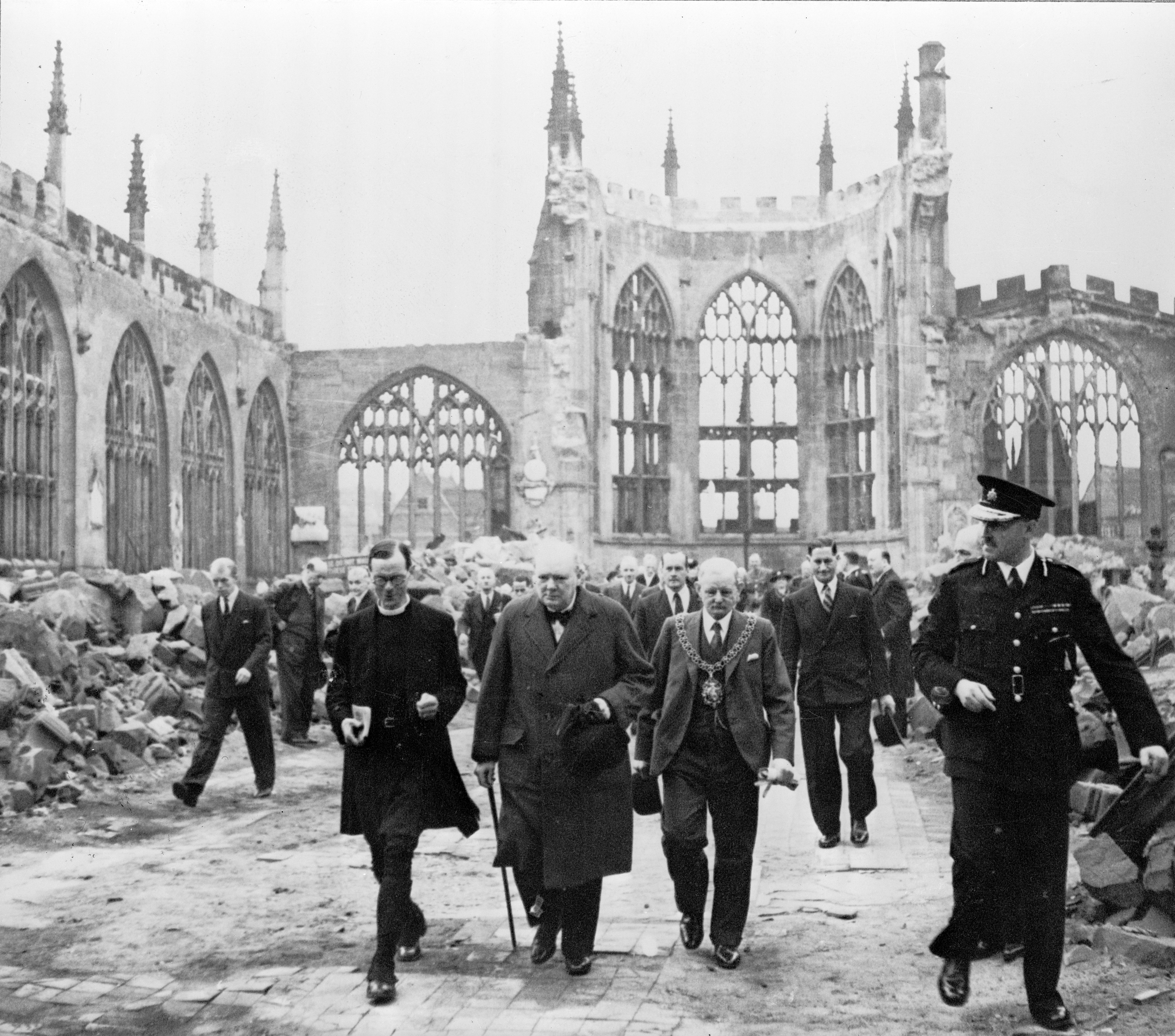
Вінстон Черчилль відвідує руїни собору Святого Михаїла у 1941 році

Бомбардування Ковентрі — епізоди Другої світової війни, бомбардування англійського міста у 1940-1942 роках, в результаті яких той був практично знищений. У бомбардуваннях брали участь до 437 літаків, загинули 1236 осіб.

## Значення Ковентрі як промислового центру Великої Британії. Початок Другої світової війни
З кінця XIX століття Ковентрі був великим центром оборонної промисловості з населенням понад 250 тисяч осіб. У місті знаходилися численні заводи та фабрики авіаційної промисловості, що випускали значну частку продукції для потреб військово-повітряних сил Великої Британії. З вересня 1939 року, коли Велика Британія вступила до Другої світової війни, заводи почали працювати у режимі воєнного часу.
У вересні 1940 року, в ході повітряної битви за Британію, Німеччина стала застосовувати масовані авіаційні нальоти з метою заподіяння серйозних руйнувань як військових, так і цивільних об'єктів. Коли внаслідок авіаційних бомбардувань сильно постраждав Лондон, це не призвело до очікуваного німцями результату: бойовий дух англійців не був підірваний, а військові об'єкти Лондона практично не постраждали. Тож німецьке командування вирішило зосередити увагу на містах, підприємства яких спеціалізувалися на випуску військової продукції. Серед першочергових цілей був Ковентрі.

## Бомбардування Ковентрі 14 листопада 1940 року

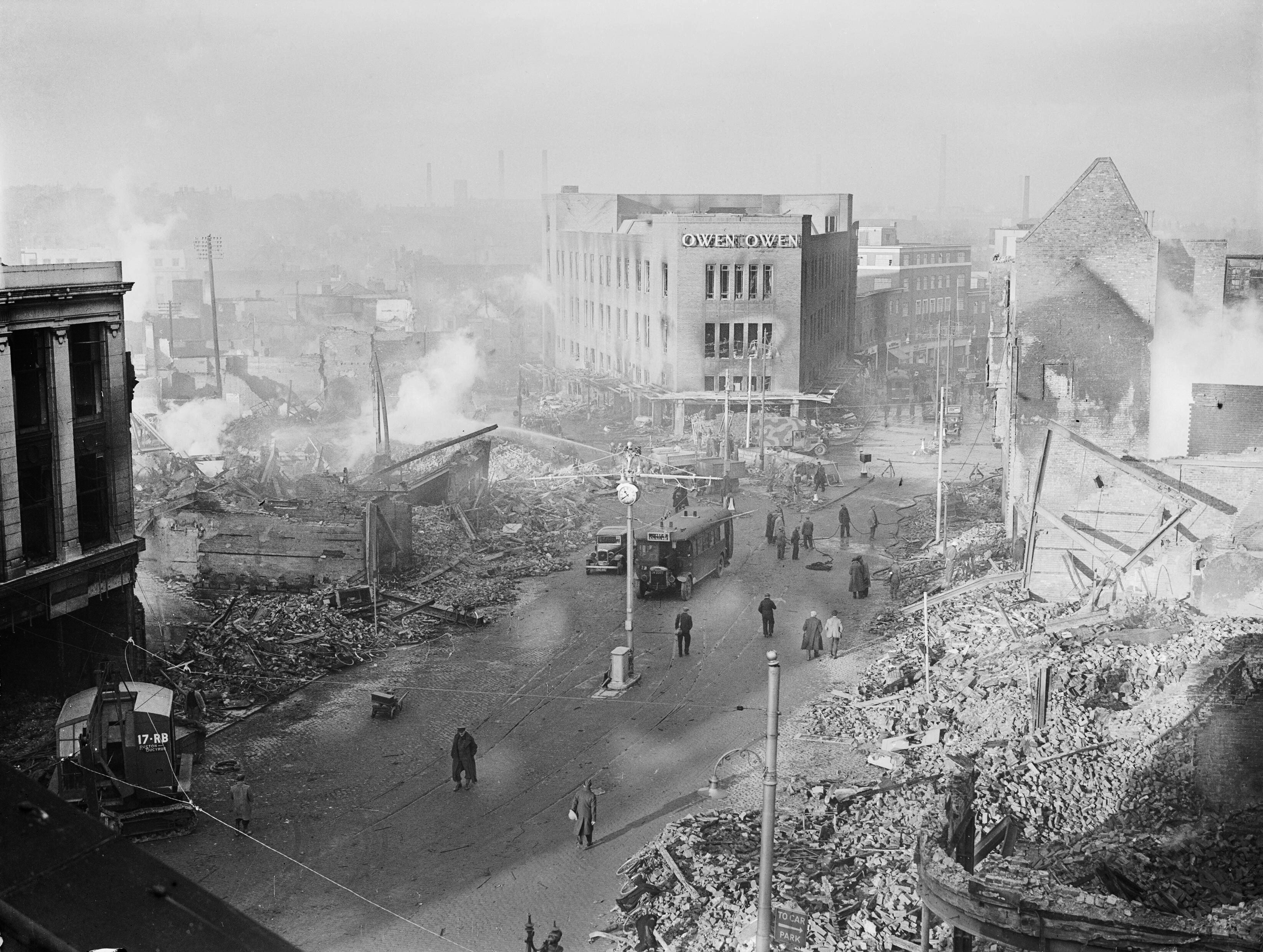
Центр міста після нальотів 14-15 листопада 1940 року

Увечері 14 листопада 1940 року 12 бомбардувальників «Гейнкель-111», приписані до 100-ої авіагрупи, залишили свій аеродром на узбережжі Франції і взяли курс на Велику Британію. Визначення траєкторії польоту проводилося за допомогою складної радіонавігаційної апаратури X-Gerät (Прилад Ікс).
Поширена думка, що британське командування знало про майбутній авіаційний наліт противника на Ковентрі з розшифрованих радіоперехоплень, але ухвалило рішення не посилювати ППО міста і не попереджати жителів про небезпеку, оскільки це могло показати противнику, що британська розвідка має здатність розшифровувати німецькі коди (Енігма), і коди були б змінені. Таким чином, британський уряд вирішив зберегти секретність ціною масових жертв та руйнувань у Ковентрі. Ця версія виходить з опублікованої в 1974 році книги Вінтерботема «Ultra Secret», який відповідав за безпеку та збереження в таємниці всієї системи «Ультра»: «Черчилль перебував на якомусь засіданні, тому я звернувся до його особистого секретаря і розповів йому про отримані відомості. Я дізнався, що оскільки розшифрована радіограма (Авт. — із зазначенням міста Ковентрі як нової мети бомбардувань люфтваффе) відправлено винищувальному авіаційному командуванню, я не сумнівався, що воно звернеться до прем'єр-міністра з питанням, що робити, і що це буде болісне рішення (евакуювати місто тощо і тим самим дати знати Німеччині, що їх шифрограми розкрито, або залишити все, як є…). Нічого подібного не було зроблено. Черчилль лише наказав привести в готовність пожежні команди, „швидку допомогу”, поліцію, охорону. Це страшне рішення було безперечно правильним, але я радів, що мені не доводиться його приймати».
Однак дана версія не є загальноприйнятою серед істориків, до того ж це спростовується опублікованими в 1980 році Пітером Калвокорессі текстами розшифрувань проекту Ultra (Калвокосресі очолював військово-повітряну секцію в Блетчлі Парку, що займалася саме розшифруванням повідомлень).
Насправді з розшифровок «Енігми» було відомо лише про сам факт нальоту та приблизну його дату. З даних стеження за X-Gerät було припущено, що метою стане Лондон, і лише о 15:00 (за 4 години до початку бомбардування) стало ясно, що нею буде Ковентрі. Було приведено в бойову готовність зенітні батареї та оголошено тривогу частинами авіації, віддано команду на ввімкнення системи Cold Water, призначеної для глушення сигналів наведення X-Gerät. Цивільна адміністрація справді не була попереджена, оскільки в неї все одно не залишалося часу на реагування.
Британське командування покладалося на Cold Water, але вона цього вечора не спрацювала, тому німецькі бомбардувальники йшли за чіткими сигналами англійських радіомаяків. Авіаланка «Гейнкелів» виконувала роль літаків наведення, які мали скинути запальні бомби для позначення об'єктів наступного бомбардування. Після них мав з'явитися ешелон основних сил бомбардувальників, виділених для участі в операції.
Бомбардування почалося о 19 годині 24 хвилини і тривало всю ніч, закінчившись приблизно о 6 годині ранку 15 листопада 1940 року. У нальоті на Ковентрі брало участь 437 літаків. За 11 годин безперервного бомбардування на місто було скинуто 56 тонн запальних бомб, 394 тонни фугасних бомб та 127 парашутних мін. Частина ударів була націлена на знищення промислових об'єктів, розташованих в більшості своїй на околицях міста. Проте багато літаків скидали бомби на центр міста. Спалахи вогню досягали 20 метрів у висоту, а відблиски пожеж були видні більш ніж на 200 кілометрів.
Внаслідок бомбардування було серйозно пошкоджено 12 авіаційних заводів міста. Були повністю виведені з ладу газопостачання, водопровід та залізниця. Випуск літаків у Великій Британії внаслідок авіанальоту скоротився на 20%. Серйозно постраждали також житлові квартали Ковентрі. Внаслідок авіанальоту 14 листопада 1940 року загинуло 554 особи, а 865 було поранено. Повністю було знищено 4330 будинків і три чверті всіх фабрик міста.
Серед перших будівель, зруйнованих на початку нальоту, був Собор Святого Михаїла, який став єдиним англійським собором, що постраждав під час Другої світової війни.
Втрати німців у цьому нальоті становили лише один літак.

Церква Святої Трійці після нальоту в ніч на 15 листопада 1940 року

Бомбардування Ковентрі ознаменувало початок нової ери тотальних повітряних нальотів. Німецькі військові льотчики ввели новий термін: «ковентрійські нальоти», що означало бомбардування, яке призводило до повного знищення об'єкта. Згодом американці назвуть подібні бомбардування «килимовими». Цього разу німці вперше спробували завдати удару центру економічної системи Великої Британії шляхом тотальних нічних бомбардувань. Така тактика виявилася найнебезпечнішою для противника з тих причин, що в англійців практично не було винищувачів, пристосованих для нічних боїв, та їхні беззахисні вночі з повітря міста захищали лише війська протиповітряної оборони. Оскільки вночі літаки літали з невеликою швидкістю і відносно на малих висотах, їх бомбове навантаження збільшувалася в порівнянні з літаками, що брали участь в денних нальотах.
З іншого боку, таким шляхом, без єдиноборства у повітрі, німцям неможливо було завоювати панування у повітрі. Ще одна серйозна проблема, з якою зіткнулися німці, — це невисока точність нічних бомбометань. Її лише частково вдавалося вирішувати за допомогою ракет, що скидаються на парашутах, та запальних снарядів. Вивести з ладу військову промисловість Великої Британії німцям у ході Другої світової війни так і не вдалося.
Навіть незважаючи на руйнування авіаційних заводів Ковентрі та інших міст, у 1940 році англійці випустили 9924 літаки проти 8070 німецьких, але «ковентрійські нальоти» викликали протест не тільки у Великій Британії, а й у всьому світі, і послужили приводом до бомбардувань міст Німеччини під кінець війни.
Трансляція Бі-бі-сі на Різдво 1940 року руїн собору Ковентрі на тлі колядки «Coventry Carol» зробила її з тих пір популярною різдвяною мелодією.

## Інші нальоти на Ковентрі. Відновлення міста
Наступного року було здійснено нові бомбардування Ковентрі, особливо результативними були нальоти 8 та 10 квітня 1941 року. Усього німці бомбили Ковентрі 41 раз. Останнє бомбардування було проведено в серпні 1942 року.
Внаслідок бомбардувань Ковентрі загинуло 1236 людей, з них 808 поховано у братській могилі цвинтаря на Лондон-Роуд. Серед інших загиблих були добровольці, котрі працювали у місті Ковентрі під час війни, їхні тіла вивезли додому родичі. Багато тіл так і не вдалося впізнати.
Рішення відновити кафедральний собор було прийнято вже наступного ранку після першого бомбардування. Відновлення стало не визнанням поразки, а символом віри та надії у майбутнє світу. Дік Говард, який обіймав посаду настоятеля ковентрійського кафедрального собору, крейдою написав на його зруйнованій стіні: «Господи, пробач».